# Дженіт Бейкер
Дженіт Бейкер (англ. Janet Abbott Baker, нар. 21 серпня 1933 року, м. Гатфілд, Велика Британія) — британська співачка (мецо-сопрано), лауреат премії Ґреммі. Дама-командор Британської імперії (1976). Відома своєю вокальною експресією та інтерпретаціями творів Густава Малера, Едварда Елгара та Йогана Себастьяна Баха.

## Із життєпису
До 1956 року навчалася співу в Лондоні. Стала відомою у 1956 році, після здобуття другої премії на Меморіальному конкурсі Кетлін Феррір, тоді ж отримала можливість навчатися в Моцартеумі, у австрійському Зальцбурзі. На сцені — з 1956 року, дебют відбувся в оперному клубі Оксфордського університету. В 1966 році дебютувала в Ковент-гардені, виступала в Англійській національній та Шотландській операх. У 1970—поч. 1980-х років виступала з сольними концертами. У 1982 році завершила кар'єру в опері, у 1989 році закінчила концертну діяльність.